# إيه سي ميلان للسيدات
رابطة ميلان المحدودة لكرة القدم (للسيدات) (بالإيطالية: Associazione Calcio Milan (femminile))، ويُعرف اختصاراً باسم إيه سي ميلان للسيدات هو فريق كرة قدم نسائي إيطالي، يتبع نادي إيه سي ميلان المعروف. تأسس الفريق في 11 يونيو 2018، بعدما اشترى تصريح نادي بريشيا النسائي الذي يشارك في الدوري الإيطالي للسيدات. وسيشارك الفريق في الدوري الإيطالي للسيدات. للمرة الأولى في موسم 2018-19.

## التاريخ
بدأ الفريق في لعب أول موسم له في موسم 2018-19، بعدما تم الحصول على ترخيص نادي بريشيا في دوري الدرجة الأولى. وقد تم تعيين كارولينا موراس كمدربة للفريق نظراً لشهرتها كلاعبة، حيث فازت بلقب هداف الدوري في 12 مرة مختلفة وهي وأول امرأة يتم إدخالها في قاعة مشاهير كرة القدم الإيطالية. شهد الموسم الأول لميلان انتهاء الفريق في المركز الثالث، حيث خسر في التصفيات المؤهلة لدوري أبطال أوروبا للسيدات بفارق نقطة واحدة. فازت فالنتينا جاسينتي بالحذاء الذهبي بعدما سجلت 21 هدفًا، في حين أنهت زميلتها في الفريق دانييلا ساباتينو سباق الهدافين في المركز الثاني برصيد 17 هدفًا.
وفي 25 يونيو 2019، تم تعيين ماوريتسيو جانز مدرباً جديداً لفريق السيدات، حيث وقع عقدًا لمدة عامين.

## لاعبو الفريق
آخر تحديث 25 يوليو 2019.
ملاحظة: تشير الأعلام إلى المنتخب بحسب قواعد الأهلية المعتمدة من قبل الفيفا؛ تنطبق بعض الاستثناءات المحدودة. وقد يحمل اللاعبون أكثر من جنسية لا تعترف بها الفيفا.
| الرقم | البلد    | المركز | اللاعب            |
| ----- | -------- | ------ | ----------------- |
| 1     | إيطاليا  | حارس   | أليسيا بيازا      |
| 2     | البرتغال | مدافع  | مونيكا مينديز     |
| 4     | النرويج  | مدافع  | ستين هوفلاند      |
| 5     | إيطاليا  | وسط    | ميا بيلوتشي       |
| 6     | إيطاليا  | مدافع  | لورا فوسيتي       |
| 7     | إيطاليا  | مهاجم  | فالنتينا بيرغامشي |
| 8     | إيطاليا  | وسط    | مارتا كاريسيمي    |
| 9     | إيطاليا  | مهاجم  | فالنتينا جياسينتي |
| 11    | فنلندا   | وسط    | نورا هيروم        |
| 12    | سلوفاكيا | حارس   | ماريا كورينيوفا   |
| 13    | إيطاليا  | مدافع  | فيديريكا رزا      |

| الرقم | البلد           | المركز | اللاعب                   |
| ----- | --------------- | ------ | ------------------------ |
| 14    | البوسنة والهرسك | وسط    | ليديجا كوليس             |
| 17    | سلوفينيا        | وسط    | دومينيكا جون             |
| 18    | كرواتيا         | مدافع  | ساندرا زيغ               |
| 19    | إيطاليا         | وسط    | مارتينا كابيلي           |
| 21    | إيطاليا         | مدافع  | رافاييلا ماريني          |
| 22    | إيطاليا         | مهاجم  | ديبورا سالفاتوري رينالدي |
| 23    | إيطاليا         | وسط    | ميريام لونغو             |
| 27    | إيطاليا         | مدافع  | ليندا توكيري سيميني      |
| 29    | إيطاليا         | مهاجم  | أنيتا كودا               |
| 30    | سويسرا          | حارس   | فرانشيسكا زانزي          |
| 33    | إيطاليا         | مدافع  | فرانشيسكا فيتالي         |